# Moto Esporte Clube
|  | No s'ha de confondre amb Moto Club de São Luís. |

El Moto Esporte Clube és un club de futbol brasiler de la ciutat de Porto Velho a l'estat de Rondônia.

## Història
El club va ser fundat el 13 de maig de 1952. El Moto Clube va guanyar el Campionat rondoniense els anys 1954, 1968, 1969, 1971, 1972, 1975, 1976, 1977, 1980 i 1981, així com el Torneio de Integração da Amazônia el 1977 i el 1978.

## Palmarès
- Campionat rondoniense:
  - 1954, 1968, 1969, 1971, 1972, 1975, 1976, 1977, 1980, 1981

- Torneio de Integração da Amazônia:
  - 1977, 1978

## Estadi
El club disputa els seus partits com a local a l'Estadi Aluízio Ferreira. Té una capacitat màxima per a 4.000 espectadors.